# Lingua xokleng
La lingua xokleng è una lingua appartenente alla famiglia linguistica delle lingue gê, (secondo alcuni studiosi, facente a sua volta parte della macrolingua macro-gê) , parlata dalla tribù degli Xokleng, nello stato di Santa Catarina nel sud del  Brasile.
Si tratta di una lingua che corre un grosso rischio d'estinzione, a seguito del lungo processo di colonizzazione e di sterminio avvenuto tra il XIX e il XX secolo, che ha portato l'etnia a contare meno di 800 persone (dati 1998), e per la perdita di status sociale della lingua, che porta i giovani xokleng a parlare solo il portoghese.
L'ingain, oggi estinto, era un dialetto dello xokleng molto simile alla lingua madre.